# Panhard & Levassor Type X42
Der Panhard & Levassor Type X42 ist ein Pkw-Modell der 1920er Jahre. Hersteller war Panhard & Levassor in Frankreich.

## Beschreibung
Die Fahrzeuge haben einen ventillosen Schiebermotor nach einer Lizenz von Charles Yale Knight. Im Motorcode „SK8E“ steht das „K“ für Knight und die „8“ für die Anzahl der Zylinder.
Der Achtzylinder-Reihenmotor hat 85 mm Bohrung, 140 mm Hub und 6355 cm³ Hubraum. Er wurde auch 35 CV genannt. Die Leistung des Frontmotors wird über eine Kardanwelle an die Hinterachse übertragen. Der Motor leistet 80 PS.
Das Fahrgestell hat 382 cm Radstand. Bekannt sind die Karosseriebauformen Torpedo, Limousine und Pullman-Limousine.
Das Modell erschien 1924 als Nachfolger des ähnlichen Type X38. 1925 folgte der Type X54. In der Produktionsstatistik sind diese Modelle nicht getrennt. Im ersten Jahr wurden 32 Fahrzeuge hergestellt und im zweiten weitere 30. In der Summe sind das 62 Fahrzeuge, von denen 32 exportiert wurden.